# Massacre de prisonniers à Tartu par le NKVD
Le massacre de prisonniers à Tartu par le NKVD a lieu le 9 juillet 1941.
193 détenus sont abattus dans la prison de Tartu et dans la cour de la maison grise par le NKVD soviétique, leurs corps sont jetés dans des tombes de fortune et dans le puits de la prison,.

## Historique
Les victimes des répressions communistes de l’été 1941 sont détenues à la prison de Tartu. Durant les derniers jours de juin 1941, il y a 619 prisonniers. À l'approche de l'armée allemande, des mesures sont prises pour vider la prison, mais alors que les arrestations se poursuivent, le 8 juillet 1941, il y a encore 223 détenus. Ainsi, lors d'une réunion du comité régional du Parti communiste estonien de Tartu, à la demande du chef de la sécurité locale Alfred Pressman et avec le consentement du chef du district estonien du NKVD à Tartu, Pavel Afanasjev, et du secrétaire du Parti communiste Abronov, il est décidé d'exécuter les prisonniers.

## Bourreaux
Sur les six meurtriers, quatre sont d'origine estonienne et un est russe de la région de Peïpous. Le plus notable d'entre eux est le militant local du Komsomol et plus tard vice-ministre de l'Intérieur de la RSS d'Estonie de l'ère du dégel de Khrouchtchev, Edmund Näär.